# Polisaharid
Polisaharidi so polimerne strukture ogljikovih hidratov, kjer so posamezne enote (mono- ali disaharidi) povezane z glikozidno vezjo. Take strukture so večinoma linearne, velikokrat pa se pojavijo tudi različne stopnje razvejanja. Polisaharidi so med seboj večinoma strukturno heterogeni, vsebujoč manjše modifikacije ponavljajočih se enot. Lastnosti makromolekul se lahko precej razlikujejo od lastnosti njihovih gradnikov. Le-te so lahko amorfne ali celo netopne v vodi.
Ko so vse monosaharidske enote v polisaharidu enakega tipa, se polisaharid imenuje homopolisaharid, ko pa je v polisaharidski makromolekuli vključen več kot en tip monosaharida, se tak polisaharid imenuje heteropolisaharid.
Med polisaharide štejemo škrob in glikogen, oba v naravi igrata vlogo shranjevanja energije, ter celulozo in hitin, oba imata v naravi strukturno vlogo.
Splošna formula polisaharidov je Cx(H2O)y, kjer je x po navadi število med 250 in 2500. Glede na to, da polimerno osnovo polisaharida predstavljajo največkrat monosaharidi s šestimi ogljiki, se formula polisaharidov lahko predstavi tudi kot (C6H10O5)n, kjer je 40≤n≤3000.

## Rezervni polisaharidi

### Škrob
Škrob je mešanica dveh vrst polimerov; amiloze (15-20 %) in amilopektina (80-85 %). Amiloza je sestavljena iz linearne verige več sto glukoznih enot, amilopektin pa je razvejana molekula, sestavljena iz glavne, linearne verige glukoznih enot ter iz stranskih, razvejanih verig, ki so povezane z glavno verigo z alfa(1-6) vezmi. Razvejitev se zgodi na vsakih 25-30 glukoznih enot glavne verige. Škrob je netopen v vodi. Metabolizirajo se lahko s hidrolizo, ki jo katalizirajo encimi amilaze. Amilaze razbijejo alfa-povezave (glikozidne vezi). Ljudje ter ostale živali imajo amilazo, zato lahko prebavljajo škrob. Krompir, riž, pšenica in koruza so glavni viri škroba v človeški prehrani. Tvorba škroba v rastlinah igra vlogo shranjevanja glukoze.

### Glikogen
Glikogen je polisaharid, ki ga najdemo v živalih in je sestavljen iz razvejanih glukoznih enot. Glikogen se od amilopektina razlikuje po tem, da ima več razvejitvenih mest (približno na vsakih 10 glukoznih enot glavne verige). Zaloge glikogena se nahajajo v jetrih in mišicah.

## Strukturni polisaharidi

### Celuloza
Strukturne komponente rastlin so večinoma zgrajene iz celuloze. Les je pretežno iz celuloze in lignina, medtem ko sta papir in bombaž sestavljena skorajda samo iz celuloze. Celuloza je polimer, sestavljen iz ponavljajočih se glukoznih enot, medsebojno povezanih z beta-povezavami. Ljudje in večina drugih živali ne vsebujejo celulaze, encima, sposobnega razgradnje beta-povezav, zato niso sposobni prebaviti celuloze. Določene živali so zmožne prebaviti celulozo, ker so v njihovem prebavnem sistemu bakterije sposobne hidrolize beta-povezav med glukoznimi enotami. Tipični predstavniki teh živali so termiti.

### Hitin
Hitin je eden izmed najbolj pogostih materialov prisotnih v živem svetu. Je biološko razgradljiv v naravnem okolju. Njegovo razgradnjo lahko katalizirajo encimi hitinaze, ki jih izločajo mikroorganizmi, kot so bakterije in glive, ali proizvajajo določene rastline. Nekateri od teh mikroorganizmov vsebujejo receptorje, občutljive na enostavne sladkorje, ki nastanejo pri razgradnji hitina. Če zaznajo hitin, začno mikroorganizmi proizvajati encime, ki razgradijo hitinsko glikozidno vez in s tem hitin na enostavne sladkorje ter amonijak.

## Kislinski polisaharidi
Kislinski polisaharidi so polisaharidi, ki vsebujejo karboksilno skupino, fosfatno skupino in/ali žveplene esterske skupine.

## Bakterijski polisaharidi
Bakterijske polisaharide predstavlja širok spekter makromolekul, med katere štejemo peptidoglikan, lipopolisaharide, bakterijske kapsule in eksopolisaharide;  molekule katerih funkcije se raztezajo od komponent celične stene (peptidoglikan), pomembnih virulentnih faktorjev (poli-N-acetilglukozamin v S. aureus), do zaščitne vloge v ekstremnih okoljih (Pseudomonas aeruginosa v človeških pljučih). Polisaharidna biosinteza je nadzorovan, energetsko intenziven proces, čigar razumevanje regulacije ter shranjevanja energije, polimerne modifikacije in sinteze ter vloge ekoloških funkcij ponuja široko raziskovalno okolje. Potencialne koristi raziskav so ogromne; njihovi izvlečki bi lahko omogočili razvoj novih antivirulentnih strategij (antibiotiki ter cepiva).

### Bakterijski kapsulski polisaharidi
Patogene bakterije pogostokrat proizvajajo debel, sluznici podoben sloj polisaharidov, imenovan kapsula. Kapsula na površini bakterije zakrije antigene, ki bi drugače sprožili imunski odziv in s tem povzročili uničenje bakterije. Kapsulski polisaharidi so vodotopni, pogostokrat kisli in imajo molekulsko težo nekaj 100-1000 kDa. So linearne oblike in so sestavljeni iz ponavljajočih se enot enega ali več monosaharidov. Bakterije proizvajajo strukturno zelo raznolike polisaharide; E. coli proizvaja več kot 200 različnih polisaharidov. V cepivih, konjugiranih in nativnih, se uporabijo mešanice kapsularnih polisaharidov.
Pri bakterijah ter mnogih ostalih mikrobih, vključno z glivami in algami, je izločanje polisaharidov pogostokrat evolucijsko pogojena adaptacija, ki jim pomaga pri adheziji na različne površine in pomaga pri preprečevanju izsušitve. Ljudje so nekatere izmed teh polisaharidov razvili v uporabne proizvode, kot so ksantan, dekstran in pululan. 
Pri raztapljanju manjših količin v vodi prikazuje večina teh polisaharidov uporabne visko-elastične značilnosti. Rezultat le-teh daje različnim substancam, kot so nekateri prehrambni izdelki, losjoni, čistila in barve, v mirovanju viskozen izgled ter tekoč izgled pri manifestaciji strižnih sil. Tej lastnosti se reče psevdoplastičnost.
Vodne raztopine polisaharidov prikazujejo zanimivo obnašanje pri mešanju. Po zaustavitvi mešanja se vrtinčenje nadaljuje, zaradi gibalne količine, nato sčasoma konča in zatem za krajši čas spremeni smer. Ta vzvratni sunek prikazuje elastični efekt v vodi raztopljenih polisaharidnih verig, ki so bile med vrtinčenjem v raztegnjenem stanju, po prenehanju pa so se vrnile v začetno stanje.
Polisaharidi na površini celic igrajo različne vloge v ekologiji in fiziologiji bakterij. Nastopajo kot prepreka med celično steno in okoljem, posredujejo v interakcijah med gostiteljem in patogenim organizmom in tvorijo strukturne komponente biofilmov. Ti polisaharidi nastanejo iz aktiviranih oblik monosaharidov (nukleotidni sladkorji). V večini primerov so vsi encimi potrebni za biosintezo, zgradbo in transport končnih polimerov zapisani v genomu organizma (geni so organizirani v posebne gruče). Lipopolisaharidi so eni izmed bolj pomembnih polisaharidov na površini celice, saj igrajo ključno strukturno vlogo v integriteti zunanje membrane.